# Laurel (Oregon)
Laurel az Amerikai Egyesült Államok Oregon államának Washington megyéjében elhelyezkedő önkormányzat nélküli település.
A Washington megyei tűzoltóság lefedettségébe tartozik.

## Története
A térségben egykor az atfalati indiánok éltek, de az európaiak által az 1830-as években behurcolt himlőt csak tíz százalékuk élte túl. 1855-ben a túlélő húsz főt áttelepítették a Grand Ronde-i Közösségbe.
A Mulloy család 1872-ben telepedett le. 1879-ben helyiek egy csoportja a Union iskolában találkozott egy postahivatal megnyitása miatt; a Laurel nevet C. W. Williams javasolta a térség fái miatt (amiket először babérnak hittek, de később kiderült, hogy valójában szamóca). Az 1879 májusa és 1935 között működő posta első vezetője Alfred Mulloy, Sr. volt; 1881-ig hetente egyszer, onnantól hetente kétszer kézbesítették a leveleket. A település népessége 1880-ban 150, 1900-ban 29 fő volt.
A Gus, Maud és Jacob Messinger által 1893-ban megnyitott boltot 1913-ban Ewell és Ella Turner megvásárolták és elköltöztették. Az utolsó tulajdonos Hyun Chung Lee volt, aki 2017-ben eladta Sean és Quin Denfeldnek, akik az épület felújításába kezdtek.
A tankerületet 1856. június 14-én alapították, az általános iskola 1858-ban épült. 1925-ben elköltöztették, 1952-ben pedig kibővítették. 1962-ben az intézmény megszűnt; a diákok elsőtől hatodik osztályig Farmingtonba, hetedik és nyolcadik osztályban Hillsboróba jártak, az iskolaépületben pedig lakásokat alakítottak ki.
Az 1904-ben kiépített telefonszolgáltatásnak négy előfizetője volt. 1910-ben a népesség ötven fő volt.
1923-ban ötezer dollárból megépült a Finis Brown által alapított közösségi ház, amit 1924. február 2-án nyitottak meg, a költségeket 1928-ban rendezték. Az egyik adománygyűjtő vacsorán egydolláros díjért négyszázan vettek részt. A létesítményben később tánciskola nyílt.

### Egyházközségek
Az 1876-ban alapított egyházközség prédikátora W. C. Kantner volt; ezzel egyidőben a Brown, Steventon, Shamly és Messinger családok baptista egyházközséget hoztak létre. A Mulloy család által adományozott 8100 m2-es telken kápolna, temető és baptista templom létesült; a temetőt 1880-ban hozták létre.
1888 körül a baptista templom prédikátora az evangélikus J. M. Beaumont lett. 1892-ben a templom a newbergi missziótól a hillsboróihoz került, 1897-ben pedig a Bethany és George Hathorn által adományozott telken evangélikus templom épült. 1900-ban Phillip Otterbein megalapította a Krisztus Egyesült Testvéreinek egyházközségét, ami 1946-ban az evangélikussal egyesült.
1947-ben Lester Moore a templom állandó plébánosa lett. 1948. szeptember 22-én az épület leégett; az újat 1950. január 29-én adták át. 1960-ban parókia épült, 1974-ben pedig kibővítették. 1997-ben egy új, többcélú létesítményt adtak át.

## Gazdaság
A településen számos farm és faiskola található, de a lakosok többsége a térség nagyvárosaiba jár dolgozni. A diákok a Hillsborói Tankerület intézményeiben tanulnak. A tánciskola több mint harminc évig működött a közösségi házban. Itt található Oregon legnagyobb diófaültetvénye. A bolt 1893-ban nyílt meg, új épületét 1913-ban adták át.
A két főbb út a Campbell és a Laurel Road.

## Fordítás
- Ez a szócikk részben vagy egészben  a   Laurel, Oregon című angol Wikipédia-szócikk ezen változatának fordításán alapul.  Az eredeti cikk szerkesztőit annak laptörténete sorolja fel. Ez a jelzés csupán a megfogalmazás eredetét és a szerzői jogokat jelzi, nem szolgál a cikkben szereplő információk forrásmegjelöléseként.